# Souzy-la-Briche
Souzy-la-Briche  [suzi la bʁiʃ] je francouzská obec v departementu Essonne v regionu Île-de-France.

## Poloha
Obec Souzy-la-Briche se nachází asi 39 km jihozápadně od Paříže. Obklopují ji obce Breux-Jouy na severu, Saint-Sulpice-de-Favières na severovýchodě a na východě, Chauffour-lès-Étréchy na jihovýchodě, Villeconin na jihu a na jihozápadě, Sermaise na západě a Saint-Chéron na severozápadě.

## Vývoj počtu obyvatel
Počet obyvatel